# Louis Bielle-Biarrey
Louis Bielle-Biarrey (* 19. června 2003 La Tronche) je francouzský ragbista hrající jako křídlo za tým Bordeaux Bègles.
První zápas za svůj současný tým odehrál v lednu 2022 a položil při něm 3 pětky. V sezóně 2024/25 položil ve francouzské lize Top14 nejvíce pětek (13). Ve stejném ročníku se stal vítězem Evropského poháru mistrů. Byl jedním ze tří hráčů, co položil nejvíce pětek (6) v Evropském poháru mistrů (2022/23). Smlouvu s Bordeaux Bègles má do roku 2027.
S francouzskou reprezentací vyhrál Six Nations 2025, na tomto turnaji položil Bielle-Biarrey 8 pětek a stal se hráčem, co na Poháru 6 národů položil nejvíce pětek v historii za jeden rok.Byl zvolen nejlepším hráčem turnaje. Nejvíce pětek (6) položil i na předcházejícím Six Nations. Zúčastnil se seniorského MS 2023, i když měl původně hrát na MS do 20 let.